# Juan Diego Covarrubias
Juan Diego Covarrubias (Guadalajara, 24 de março de 1987) é um ator mexicano.

## Biografia
Estudou no Centro de Educação Artística da Televisa. Conseguiu um papel na telenovela adolescente Atrévete a soñar, com o produtor Luis de Llano, interpretando "Johnny". Mais tarde, ele se juntou ao elenco de "Beauty and a Beast".
Participou da telenovela Teresa, do produtor José Alberto Castro, no qual interpretou um jovem chamado Julio Artigas, contracenando com Angelique Boyer e Sebastián Rulli.
Co-protagonizou Una familia con suerte, produção de Juan Osorio, onde trabalhou com Daniela Castro, Arath de la Torre, Mayrín Villanueva, Sergio Sendel, Sherlyn, entre outros.
Ele participou de Amor bravío, onde trabalhou com Silvia Navarro.
Em 2013, realiza um duplo papel em De que te quiero, te quiero, adaptação da novela venezuelana Carita pintada, produzida por Lucero Suárez, dando vida a Diego e Rodrigo, ao lado de Livia Brito.
Em 2015, ele volta a ser chamado por Lucero Suárez para estrelar La vecina ao lado Esmeralda Pimentel.
Em 2017, protagoniza a telenovela Me declaro culpable, atuando ao lado de Mayrín Villanueva, Juan Soler e Irina Baeva, a qual interpreta seu par romântico.

## Filmografia

### Televisão
- Las hijas de la señora García (2024-2025) .... Leonardo Portilla Borbón
- Vivir de amor (2024) .... Luciano Garza Treviño
- Diseñando tu amor (2021) .... Claudio Barrios Correa
- Vencer el desamor (2020-2021) .... Eduardo Falcón Albarrán
- Mi marido tiene más familia (2019) .... Carlos Rojas Navarrete
- Me declaro culpable (2017-2018) .... Paolo Leiva Ruiz
- La vecina (2015-2016) .... Antonio Andrade
- De que te quiero, te quiero (2013-2014) .... Diego Cáceres / Rodrigo Cáceres[2]
- Amor bravío (2012) .... Yago Albarrán Mendiola
- Una familia con suerte (2011-2012) .... Alfredo "Freddy" Irabién Arteaga
- Teresa (2010) .... Julio Artigas
- Atrévete a soñar (2009-2010) .... Jonathan "Johnny"

### Teatro
- Bella & Bestia - Bestia

## Prêmios e indicações
| Ano  | Premiação    | Categoria                | Indicação                   | Resultado |
| ---- | ------------ | ------------------------ | --------------------------- | --------- |
| 2018 | TVyNovelas   | Melhor ator juvenil      | Me declaro culpable         | Indicado  |
| 2014 | TVyNovelas   | Melhor ator protagonista | De que te quiero, te quiero | Venceu    |
| 2012 | TVyNovelas   | Revelação masculina      | Una familia con suerte      | Indicado  |
| 2012 | Kids' Choice | Ator favorito            | Una familia con suerte      | Indicado  |